# Палка выручалка
«Палка выручалка» — советский рисованный мультипликационный фильм, снятый в 1956 году по албанской сказке.

## Сюжет
Сказка о том, как добрый мальчик помогал старому волшебнику, за что был награждён волшебной палкой, с помощью которой мальчик смог наказать своего злого и жадного хозяина.
К дому толстого Бея приходит старик и просит воды. Но попугай Бея кричит ему: «Убирайся, попрошайка!», за что получает похвалу от хозяина. Слуга Бея, мальчик Мараш, подаёт старику кувшин воды. Напившись, старик благодарит мальчика и собирается идти дальше, но Мараш предлагает ему отдохнуть перед дорогой. Когда же старик предлагает отдохнуть Марашу, тот вздыхает: ему надо работать. Старик, будучи волшебником, предлагает Марашу помощь и с помощью заклинания превращает воду из кувшина в осла. Мараш благодарит старика, но тот, став невидимым, уходит.
Мараш стал работать вместе с осликом и напевать, и его работа заметно ускорилась. Но Бей, услышав песню, потребовал у Мараша объяснений, у кого тот украл осла, а на слова мальчика, что осёл — это подарок, обвинил его во лжи. Бей решил, что осёл будет работать вместо Мараша, а самого мальчика отправил в лес за хворостом, при этом сказал не бояться живущих в лесу сов. Без Мараша осёл отказывался работать, а потом и вовсе обратился в воду и сбежал.
В лесу Мараш не мог собрать хворост — стоило ему отойти, совы тут же забирали все хворостины. Мараш хитростью загнал всех сов внутрь старого дерева, после чего понёс собранный хворост к дому Бея. По дороге он остановился, чтобы перекусить, но тут перед ним приземлился огромный орёл со стрелой в крыле. Мараш вытащил стрелу и угостил раненую птицу половиной своей лепёшки. Орёл превратился в уже знакомого Марашу старика-волшебника, и герой отдаёт ему и вторую половину лепёшки. Увидев, что у мальчика не осталось еды, старик превращает камень в блюдо, которое даёт любую еду, какую захочется. Мараш попросил у блюда лепёшку, и блюдо дало её мальчику. Мараш поблагодарил старика, но тот вновь стал невидимым.
Когда Мараш принёс хворост, Бей обвинил его в том, что он медленно шёл и принёс мало хвороста, а потому лишил мальчика еды на три дня. В укромном месте Мараш попросил у блюда обед такой же, как у Бея — варёную рыбу. Блюдо забирает еду у Бея, который по запаху нашёл Мараша и обвинил его в воровстве. Мараш сказал, что рыба «сама к нему прилетела», но Бей разозлился ещё сильнее, ведь «рыба летать не может, тем более варёная». Он собирается разбить блюдо, но Мараш останавливает хозяина и предлагает попросить у блюда любую еду. Бей просит шашлык, и блюдо исполняет его желание. Обрадованный Бей забирает волшебную посудину к себе в дом.
Дома Бей решает загадать богатый обед, и начал сокрушаться, что не знает, что сейчас ест султан. Правитель тем временем собирался было съесть жареную птицу, но вдруг почувствовал недомогание, так как уже объелся разными кушаньями. Слуги подали ему кубок с лекарством. В этот момент Бей попросил у блюда то, что подали султану, и в тот же миг жареная птица и кубок взлетели со стола владыки и прилетели в дом Бея. Приняв лекарство за вино, Бей выпил его, но почувствовал себя плохо и под крики попугая выбежал выпить воды из ручья. Тут же в его дом забежали собаки и съели жареную дичь. Вернувшись, ослабший Бей позвал Мараша и велел ему идти в горы за лечебными ягодами.
В горах Мараш вновь увидел старика-волшебника — переходя через реку, он оступился и уронил свою палку. Ту утаскивает огромная рыба, и Мараш, нырнув в воду, выхватывает палку из её рта. Течение реки несло мальчика к водопаду, но палка помогла ему выбраться на берег. Мараш кричит стоявшему на другом берегу старику, что достал палку. Волшебник оставляет её мальчику и говорит, что она сможет ему помочь. Мараш пожелал долгих лет старику, который обратился в орла и улетел.
Когда Мараш вернулся, Бей потребовал ягоды, но у мальчика осталась только одна (остальные он обронил, спасая палку волшебника). Взбешённый Бей пнул Мараша, но мальчик успел сказать: «Ну-ка, палка, выручай-ка!» Тут же палка набросилась на Бея и начала избивать уже его. Бей пытался спрятаться, но в результате запутался в ковре и выпал из дома. Палка ударила по ковру, сделав его плоским. Мараш и другие мальчики-слуги развернули ковёр, в который, как рисунок, впечатался Бей. К Марашу вернулись осёл и блюдо. Мальчики начали петь и плясать, ослик танцевал вместе с ними, а блюдо создало множество сладостей.

## Создатели
| Сценарий                   | Раиса Борисова |
| литературная обработка     | Николай Эрдман |
| режиссёры                  | Валентина и Зинаида Брумберг |
| художники-постановщики     | Лев Мильчин, Лана Азарх |
| композитор                 | Тиш Даия |
| оператор                   | Елена Петрова |
| звукооператор              | Николай Прилуцкий |
| художники-мультипликаторы: | Борис Бутаков, Фаина Епифанова, Елизавета Комова, Валентин Лалаянц, Сергей Степанов, Рената Миренкова, Мария Мотрук, Игорь Подгорский, Лев Попов, Константин Чикин, Николай Фёдоров |
| консультант                | Ставри Рафаэль |

## В ролях
- Мараш — Валентина Сперантова
- Старик / султан — Эраст Гарин
- Бей — Лев Свердлин

## Отличие от оригинала
- В мультфильме Бей был превращён в рисунок на ковре, а в оригинале он, отсидев три года в темнице, был отправлен на всю жизнь в Европу к неизвестному сеньору в пажи.